# Triandáfilosz Kordojánisz
Triandáfilosz Kordojánisz (görög nyelv: Τριαντάφυλλος Κορδογιάννης) (1890. – ?) olimpiai ezüstérmes görög vívó.
Az Athénban rendezett 1906. évi nyári olimpiai játékokon indult egy vívószámban. Csapat kardvívásban a németektől kaptak ki a döntőben, így ezüstérmesek lettek. Ezt az olimpiát később az Nemzetközi Olimpiai Bizottság nem hivatalossá nyilvánította.